# Bolgheri
Bolgheri est une frazione située sur la commune de Castagneto Carducci, province de Livourne, en Toscane, Italie. Au moment du recensement de 2011 sa population était de 157 habitants.
Le village est connu pour la production de le vin Bolgheri DOC et pour son lien avec le poète Giosuè Carducci.

## Géographie
Le hameau est situé dans la Maremme sur la côte tyrrhénienne, à 55 km au sud de la ville de Livourne. L'avenue avec les cyprès qui mène à la ville, le Viale dei Cipressi (it), est l'un des symboles de la côte maremmaine et a été rendu célèbre par Giosuè Carducci, qui l'a décrit dans ses poèmes.

## Monuments
- Église Santi Giacomo e Cristoforo
- Église San Sebastiano
- Église Sant'Antonio
- Oratoire San Guido
- Château de Bolgheri
- Castiglioncello di Bolgheri, avece l'église San Bernardo